# Boris III de Bulgaria
Boris III de Bulgaria (en búlgaro: Борис III; Sofía, 30 de enero de 1894-Sofía, 28 de agosto de 1943) fue el penúltimo zar de Bulgaria. Fue un monarca muy popular entre sus súbditos, además de una de las figuras clave en los Balcanes durante el periodo de entreguerras y la Segunda Guerra Mundial.
Era el hijo mayor del zar Fernando I y accedió al trono tras la abdicación de su padre, acusado de llevar a Bulgaria a la derrota en la Primera Guerra Mundial. Asumió, con solo 24 años, el gobierno de un Estado arruinado, al borde del caos y dividido entre los extremistas de izquierda y de derecha. A pesar de sus esfuerzos por estabilizar la vida política de su país, Boris no pudo contra el autoritarismo de sus primeros ministros Alejandro Stamboliski y Alejandro Tsankov.
Boris era un filántropo, que solía viajar por el país para ayudar a la población más necesitada. También visitó otros países en pro de mejorar la imagen de Bulgaria tras la Primera Guerra Mundial. Fue durante uno de esos viajes cuando conoció a la princesa Juana de Saboya, con quien se casó en 1930.
En 1934, la depresión económica y los conflictos políticos llevaron a un golpe militar organizado y liderado por oficiales del Zveno, que instauraron un régimen dictatorial con idea de establecer una república. Boris recuperó el control el año siguiente y, para evitar una nueva crisis política, impuso al país una dictadura.
Contrario a los métodos brutales de los regímenes totalitarios, Boris intentó en vano aproximarse a las democracias occidentales, pero la indiferencia internacional lo llevó a estrechar relaciones con la Alemania nazi. Como pacifista convencido, intentó mantenerse neutral durante la Segunda Guerra Mundial; pero, en 1941, con el ejército alemán en la frontera búlgara, el monarca se vio obligado a alinearse con el Eje. A pesar de la alianza formal, no participó militarmente en el conflicto y se negó a deportar a los judíos a Alemania.
En 1943, dos semanas después de reunirse con Adolf Hitler, Boris murió en extrañas circunstancias. Le sucedió su hijo Simeón.

## Familia y primeros años

Monograma.

### Bautismo controvertido
El 30 de enero de 1894, a las 5:18 de la mañana, Fernando I de Bulgaria (por entonces Fernando de Sajonia-Coburgo-Gotha y príncipe regente de Bulgaria) y su esposa María Luisa de Borbón-Parma anunciaban con 101 disparos de cañón el nacimiento de su primer hijo, Boris, príncipe de Tarnovo.
Este nacimiento se produjo en un momento en que Bulgaria se encontraba en una curiosa encrucijada política: un joven principado, que formaba parte del musulmán Imperio otomano y donde la mayoría de la población profesaba la fe ortodoxa, estaba gobernado por un matrimonio de católicos devotos. En aquella época, la religión tenía una gran importancia en la región. El hecho de que Fernando fuera un oficial austriaco, hijo de un príncipe alemán aliado del Reino Unido (Augusto de Sajonia-Coburgo-Gotha) y de una francesa (Clementina de Orleans) y elegido por una asamblea antirrusa hicieron que las relaciones con la ortodoxa Rusia se deterioraran.
Cuando Boris ya había sido bautizado como católico, Fernando pensó en convertirlo al cristianismo ortodoxo. Un bautismo ortodoxo no solo lo acercaría a su pueblo, sino también al zar Alejandro III de Rusia, que se negaba a reconocer su posición. Sin embargo, esa decisión suponía diversos riesgos y la noticia conmocionó a toda la Europa católica. El papa León XIII amenazó a Fernando con la excomunión, el emperador Francisco José I de Austria con declararle la guerra y la princesa María Luisa se opuso frontalmente a la idea. Fernando dudó, pero, por razones de Estado, tomó una decisión: el 15 de febrero de 1896, Boris se convirtió al rito ortodoxo y el zar Nicolás II de Rusia (que sucedió a Alejandro III y estaba casado con una nieta de la reina Victoria del Reino Unido) fue su padrino. Fernando fue excomulgado y su esposa, indignada y avergonzada, dejó el país y se llevó a su segundo hijo, el príncipe Kyril, bautizado como católico.

### Educación

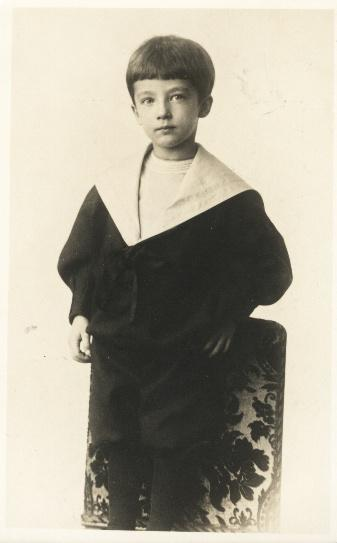
Boris III con cinco años.

El 31 de enero de 1899, un día después de dar a luz a la princesa Nadezhda, la princesa María Luisa murió por complicaciones en el parto, agravadas por una neumonía. La educación del príncipe Boris fue confiada a su abuela paterna, la princesa Clementina de Orleans, hija del rey Luis Felipe I de Francia. Con su muerte, el 16 de febrero de 1907, Fernando asumió la responsabilidad de la educación del hijo. Escogió como tutor del príncipe a un romando, pero eligió personalmente a todos los profesores, a los que les exigió que le dieran una instrucción rigurosa. Boris estudió todas las disciplinas que se enseñaban en las escuelas búlgaras, además de francés y alemán. Más tarde aprendería también italiano, inglés e incluso albanés. La educación militar estuvo a cargo de oficiales búlgaros.
Su padre le inculcó la pasión por las ciencias naturales, disciplina que Boris continuó estudiando a lo largo de su vida y de la que se convirtió en un verdadero especialista. Fernando también fue el responsable del gusto del príncipe por la mecánica, especialmente por la locomoción. En septiembre de 1910, con solo 15 años, Boris aprobó los exámenes para mecánico ferroviario.
Sin embargo, la vida en palacio no era fácil para el joven Boris. Su padre, o mejor el «monarca», como los hijos lo llamaban, era autoritario y violento. Arrogante e indiferente, con frecuencia hacía llorar a sus familiares con sus comentarios sarcásticos. Salvo en las ceremonias oficiales, Boris no tenía ningún contacto con el pueblo búlgaro ni con el mundo exterior. El palacio, apodado por él como «la prisión», no le ofrecía una vida sencilla, ni fácil ni alegre.

### Testigo de grandes acontecimientos

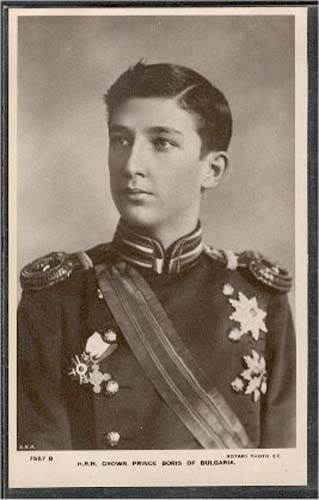
El príncipe en la adolescencia.

El 22 de septiembre de 1908, aprovechándose de la crisis política derivada de la Revolución de los Jóvenes Turcos en el Imperio otomano, Fernando declaró la Independencia de Bulgaria y se proclamó zar, como Fernando I.
A partir de 1911, Boris consiguió una relativa libertad del control paterno y empezó a viajar para conocer el mundo. Estos viajes supusieron su entrada en el escenario internacional. Así, en el mismo año, asistió a la coronación de su primo Jorge V del Reino Unido en Londres y al funeral de la reina María Pía de Portugal en Turín, acontecimientos en los que pudo mantener contacto con la realeza y otros jefes de Estado. El 1 de septiembre de 1911, en una visita a su padrino, el zar Nicolás II, Boris fue testigo presencial de un atentado que acabaría cuatro días después con la vida del primer ministro ruso Piotr Stolypin, durante una representación en la ópera de Kiev.
En enero de 1912, Boris alcanzó la mayoría de edad y se convirtió en capitán y comandante de un regimiento. Con el estallido de la primera guerra de los Balcanes en octubre de ese año, conflicto que unió a serbios, griegos, montenegrinos y búlgaros contra el dominio otomano en Macedonia, el príncipe entró a formar parte del Estado Mayor del Ejército y no dudó en luchar en las líneas del frente.
Tras la victoria en la guerra, y ante la falta de un consenso sobre el reparto del territorio macedonio, en 1913 Bulgaria decidió atacar a sus antiguos aliados, dando principio a la segunda guerra de los Balcanes, un conflicto en el que el ejército búlgaro entero fue diezmado por el cólera. Como testigo ocular de los hechos, Boris se volvió más tarde un pacifista convencido.
El fracaso militar parecía hacer inevitable la abdicación de Fernando I. Boris fue animado a abandonar el palacio y refugiarse en el ejército, para prepararse a ascender al trono. Negándose a retirarse, el príncipe respondió: «No quiero reinar. Si el zar se va, me voy con él.» Finalmente, Fernando I no abdicó y Boris fue enviado a una Escuela Superior de Guerra, donde recibió el mismo tratamiento que los demás oficiales.

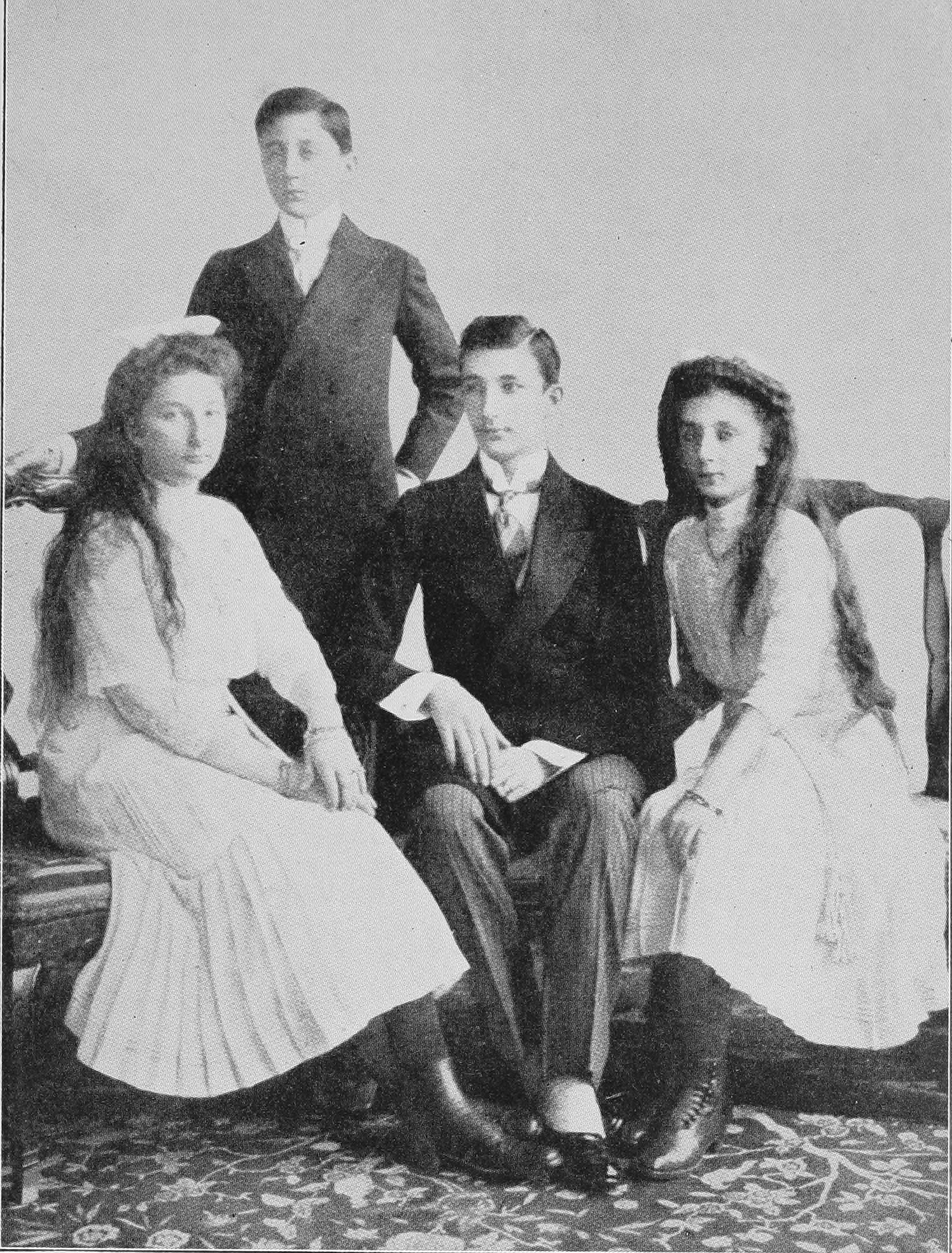
Boris III junto a sus hermanos.

En 1915, Fernando I se alió con los Imperios centrales e hizo que Bulgaria entrase en la Primera Guerra Mundial. Boris protestó públicamente contra la decisión y fue apresado, por orden de su padre, durante varios días (por esa actitud Francia y Reino Unido expresaron su gratitud al príncipe en 1918). Posteriormente, fue nombrado oficial en misión especial en una base militar del ejército búlgaro. Sus funciones fueron, en general, garantizar la buena ejecución de las operaciones y coordinar los diferentes frentes. Cumpliendo este papel, tuvo la oportunidad de visitar el frente e inspeccionar trincheras, con lo que consiguió trabar amistad con oficiales y soldados.

## Zar de los búlgaros
Bajo el reinado de su padre, Bulgaria conoció diversos fracasos militares:
- La segunda guerra de los Balcanes acabó en el Tratado de Bucarest, por el que Bulgaria tuvo que ceder muchos territorios y pagar indemnizaciones a sus vecinos.[29]
- La Primera Guerra Mundial acabó en el Tratado de Neuilly-sur-Seine, que supuso para Bulgaria la pérdida de varios territorios, incluida su salida al mar Egeo, y el pago de grandes compensaciones económicas a los países ganadores.[30]

Presionado por el pueblo búlgaro y los vencedores, Fernando I abdicó el 3 de octubre de 1918 y partió con sus hijos hacia el exilio en Coburgo. Ese mismo día, el príncipe heredero fue proclamado zar con el título de Boris III.
Sin embargo, su reinado no empezó bien: las malas cosechas de 1917 y 1918, los racionamientos y la ocupación extranjera dieron impulso a los partidos de izquierdas: la Unión Nacional Agraria de Bulgaria y el Partido Comunista. No obstante, de todos los Estados derrotados en 1918, solo Bulgaria seguía siendo una monarquía.
Por su parte, Boris —aislado de su familia— solo volvería a ver a sus hermanas en 1921 y a su hermano Kyril en 1926.

### Impotencia ante los regímenes autoritarios

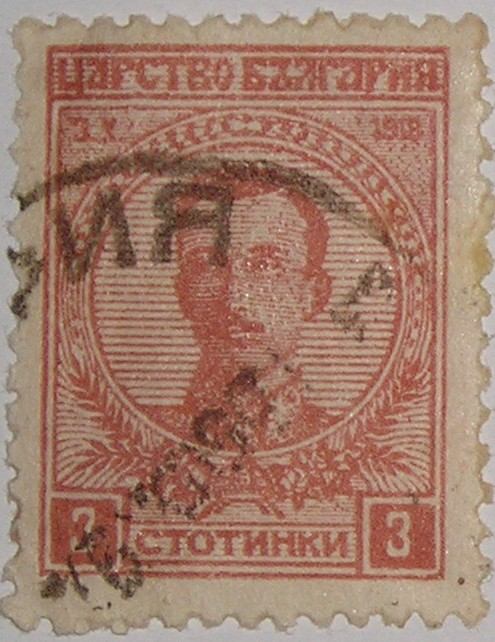
Sello conmemorativo del primer aniversario de la coronación de Boris III.

El 6 de octubre de 1919, un año después de la subida de Boris III al trono, la Unión Agraria venció en las elecciones y forzó al zar a nombrar a su líder, Alejandro Stamboliski, primer ministro. Muy popular entre los campesinos, que componían la mayor parte de la población, Stamboliski dejó clara su oposición a la monarquía. Al instituir una «dictadura campesina» se ganó la hostilidad de la clase media y de los militares.
La Unión Agraria gobernó el país hasta el 9 de junio de 1923, cuando un golpe militar le arrebató el poder. Alejandro Tsankov, uno de los jefes golpistas, asumió el gobierno e implantó un régimen autoritario. Durante su gobierno, Bulgaria vivió un periodo de gran inestabilidad. El 23 de septiembre de ese mismo año, hubo una insurrección comunista que fracasó y que sirvió de pretexto para un «terror blanco», durante el cual terrorismo y contraterrorismo causaron más de veinte mil víctimas. Se calcula que en 1924 hubo doscientos asesinatos por motivos políticos.

### Los dos atentados
El 13 de abril de 1925, Boris III y otras cuatro personas volvían de cazar en Arabakonak, cerca de la ciudad de Botevgrad, cuando fueron emboscados en un atentado que acabó con la muerte de dos miembros del grupo. El conductor del zar fue herido de bala y perdió el control del vehículo, que se estrelló contra un poste. Boris y los otros supervivientes se salvaron gracias a un autobús que pasaba por allí. Ese mismo día, también el exgeneral y diputado Konstantin Georgiev fue asesinado.
Tres días después, durante el funeral del general Georgiev —acto que contaba con la presencia de diversos dirigentes búlgaros—, comunistas y anarquistas colocaron bombas en la catedral de Sveta-Nedelya, que explotaron en mitad de la ceremonia funeraria y causaron ciento veintiocho víctimas, entre ellas el alcalde de Sofía, once generales, veinticinco oficiales superiores, el jefe de policía y un grupo de niñas. Boris III se salvó porque estaba en el funeral de uno de sus amigos, que había muerto en el atentado anterior, y llegó a la catedral tras las explosiones. Este segundo ataque, que fracasó pues su objetivo era matar a Boris III, motivó una gran represión por parte de las autoridades, que arrestaron a 3194 personas, de las que 268 fueron condenadas a muerte.

### La popularidad del zar

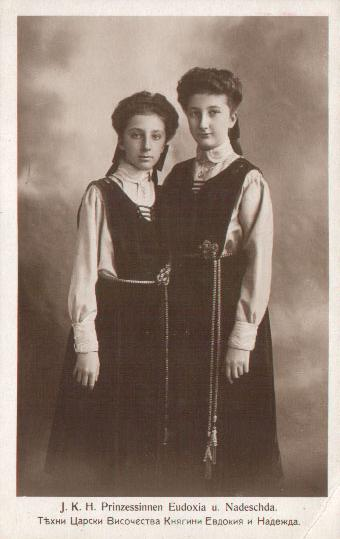
Princesas Nadezhda y Eudoxia, hermanas de Boris III.

Desde su subida al trono, Boris fue alejado de los asuntos de Estado. Se pasaba la mayor parte del tiempo completando sus colecciones de flores silvestres y mariposas y dedicándose a la mecánica —especialmente de locomotoras— o viajando por el país. Visitaba ciudades, pueblos, fábricas y haciendas, y comía y dormía en las casas de los agricultores. Esos actos crearon fuertes lazos entre el zar y el pueblo búlgaro.
La personalidad del zar aumentó su popularidad y la prensa retrataba constantemente su carácter «heroico», como cuando salvó a seis personas de ahogarse en el mar Negro en 1931, o cuando tomó el control del tren en el que viajaba en 1934, debido a una avería que acabó en un conato de incendio.
En 1926, Boris realizó su primer viaje al exterior como zar y eligió como primeros destinos Suiza e Italia. Recorrió Europa con su hermana, la princesa Eudoxia, hasta 1930. Sin embargo, ante el temor de sufrir un nuevo atentado, viajaba con el pseudónimo de «conde Stanislaw Rilski de Varsovia» y solo utilizaba su verdadero nombre en actos oficiales. Visitó la Sociedad de Naciones, al presidente francés Gaston Doumergue, al presidente alemán Paul von Hindenburg, al rey de Bélgica Alberto I, al rey de Italia Víctor Manuel III y cazó con el rey Jorge V del Reino Unido. También conoció a Albert Einstein y al filósofo Henri Bergson. En su primera reunión con el Duce Benito Mussolini en Roma, declaró:

Le admiro por haber conseguido reorganizar Italia, pero una dictadura, un régimen totalitario, solo puede ser transitoria. Recuerde las palabras de Bismarck: se puede hacer de todo con las bayonetas, excepto sentarse encima. Lo admiraré mucho más si se va, cuando sea necesario, y vuelve la legalidad.

### Una zarina para los búlgaros

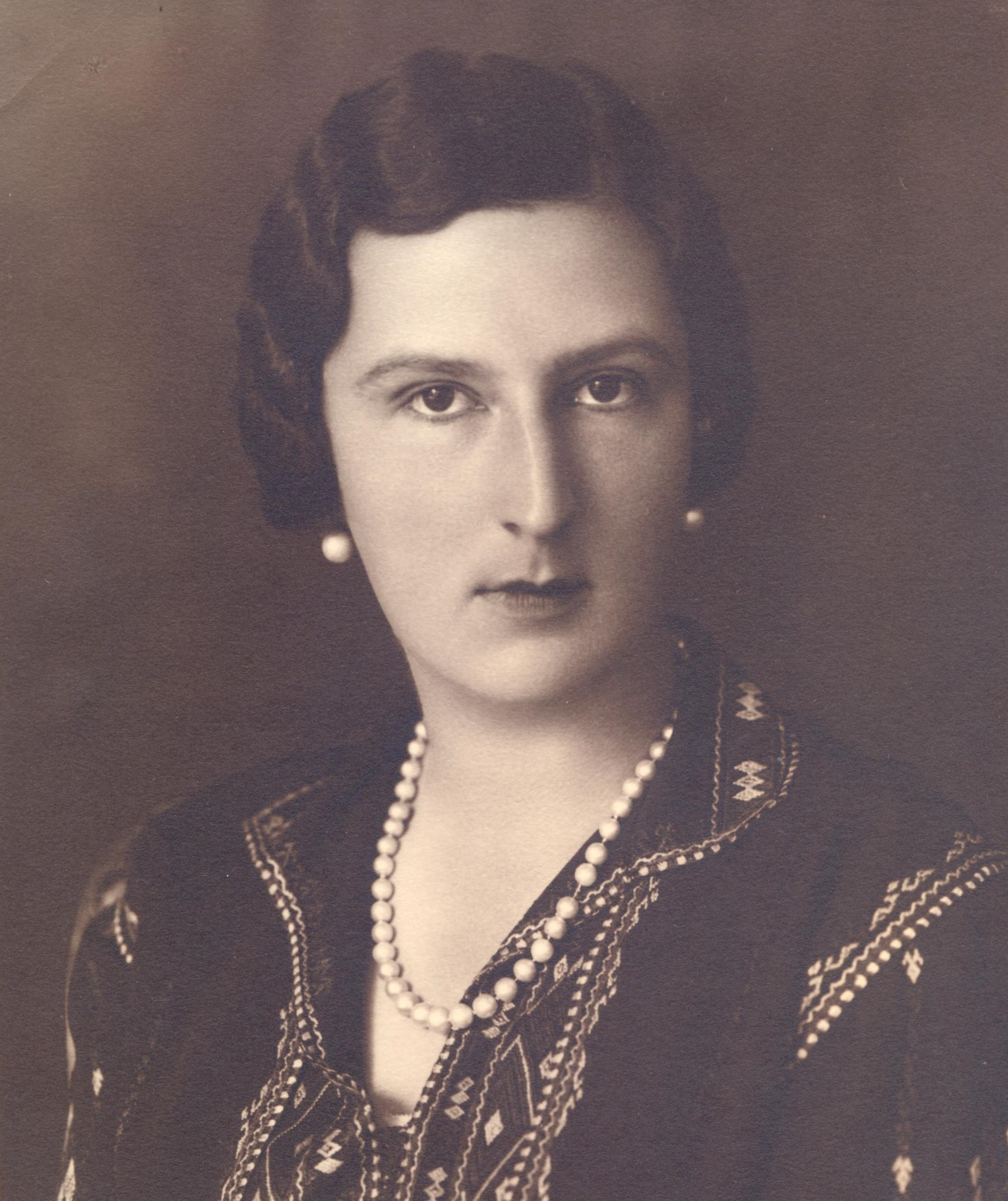
La zarina Juana de Saboya.

En 1927, a los 33 años, Boris seguía soltero y en toda Europa se especulaba sobre quién sería la elegida como futura zarina. Finalmente, tras tres años de búsqueda por las diferentes cortes europeas, Boris se enamoró de la princesa Juana de Saboya, tercera hija del rey Víctor Manuel III y de la princesa Elena de Montenegro. En enero de 1930, tras la boda del príncipe heredero italiano Humberto, el futuro Humberto II de Italia, Boris pidió la mano de Juana al rey.

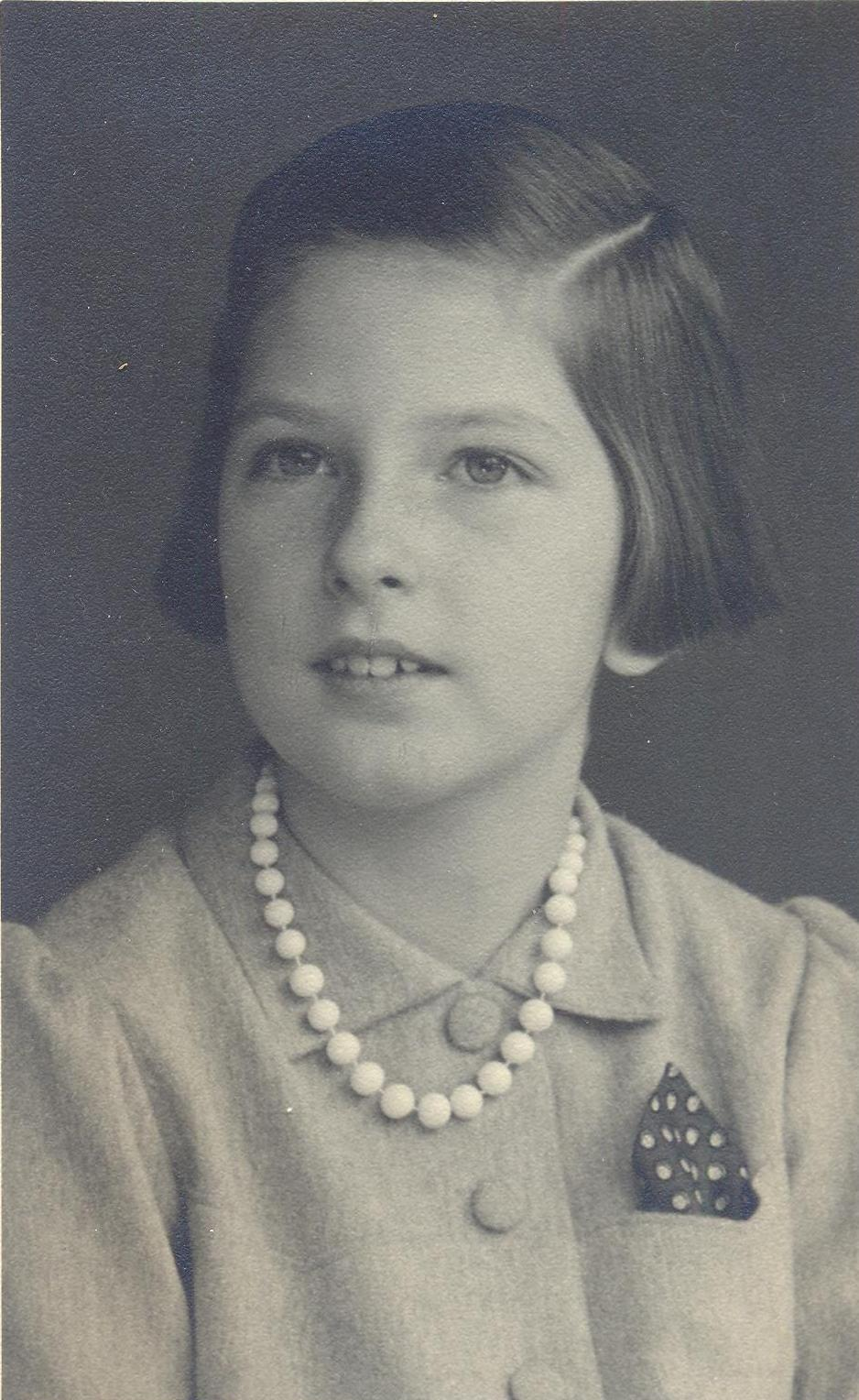
María Luisa de Bulgaria, hija de Boris III con Juana de Saboya.

La religión del futuro príncipe heredero fue una cuestión polémica, pues —según la Constitución de Bulgaria— el heredero al trono debía pertenecer a la Iglesia ortodoxa. Sin embargo, para el papa Pío XI estaba fuera de toda lógica bendecir un matrimonio si toda la descendencia venidera no sería bautizada como católica, lo que colocaría a Juana en riesgo de excomunión. Sin embargo, gracias al nuncio apostólico en Bulgaria, Angelo Roncalli, futuro papa Juan XXIII, Boris llegó a un acuerdo con la Santa Sede. El 25 de octubre de 1930 se celebró la ceremonia católica en Asís, seguida el 9 de noviembre de la ceremonia ortodoxa, en Sofía.
Más tarde, el matrimonio decidió de común acuerdo bautizar a sus dos hijos según el rito ortodoxo. La Santa Sede protestó:

Su Majestad firmó una promesa de bautizar a sus hijos en el catolicismo. Si no cumple con este compromiso, tendrá que responder a su consciencia.

### Monarca absoluto
Bulgaria empezó a atravesar un periodo difícil. Con el cese de los atentados, la situación interna mejoró, pero Bulgaria empezó a padecer los efectos de la Gran Depresión. La producción industrial había caído un 40 % en dos años y el número de desempleados alcanzó los 200 000 para una población de 7 millones. El gobierno elegido en 1931, del Bloque Popular, decepcionó debido a su incapacidad de revertir la situación. La victoria de los comunistas en las elecciones municipales de 1932 en Sofía llevó al Gobierno a disolver rápidamente el Ayuntamiento.

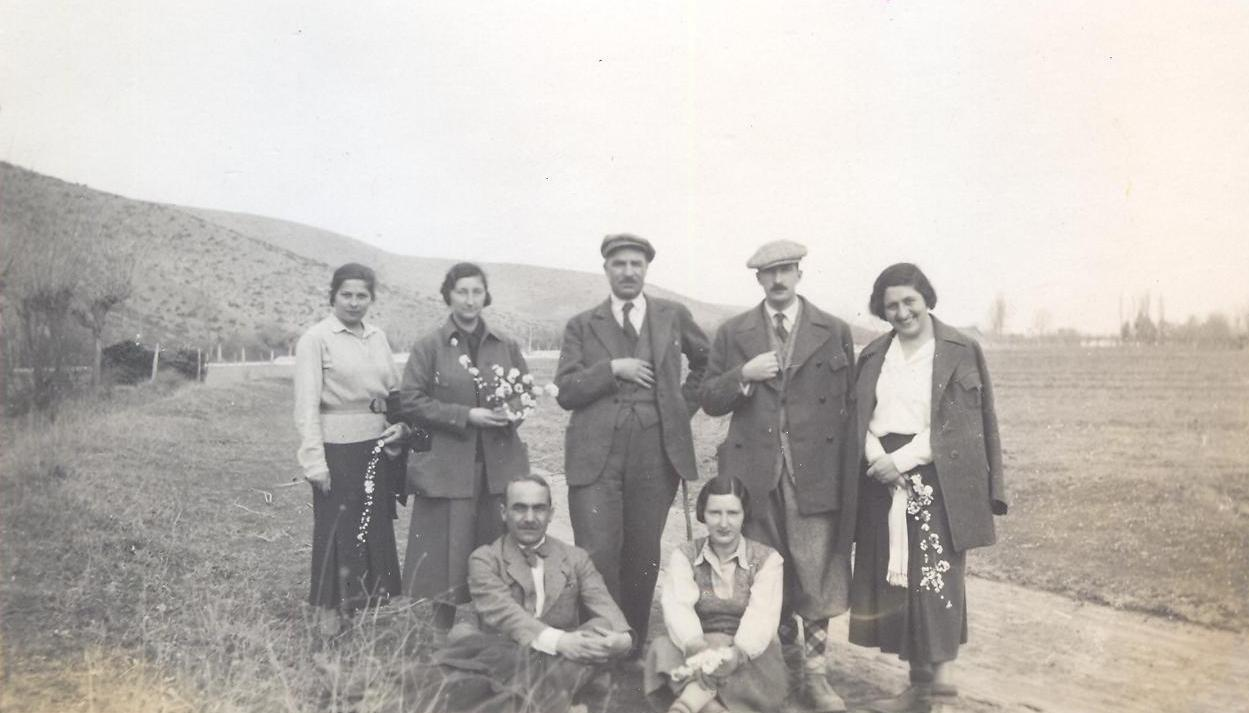
La familia real de vacaciones.

La situación se agravaba día a día. Por ello, un grupo de intelectuales y militares, la Zveno, decidió dar un golpe de Estado. El 19 de mayo de 1934, los coroneles Damian Velchev y Kimon Georgiev tomaron el poder y obligaron a Boris a aceptar el nuevo gobierno. Se instauró una dictadura corporativista que inició la recuperación del país, pero sus líderes se mostraban claramente contrarios a la monarquía y planeaban establecer una república. Boris decidió tomar cartas en el asunto. El 22 de enero de 1935, ocho meses después de la llegada al poder de Georgiev, el zar encargó al general Pentcho Zlatev que «cazara a los republicanos» y formara un nuevo gobierno. Boris, que hasta entonces se había mantenido apartado de la vida política del país, asumió los resortes del poder.

### Instauración de la dictadura real
En un primer momento, Boris mantuvo las bases del gobierno de Georgiev. El nuevo gabinete estuvo compuesto por tres generales, tres miembros de los principales partidos prohibidos y tres civiles. De forma gradual, el zar alejó a los militares del poder, fortaleció su poder personal y estableció una monarquía absoluta. Él definió este nuevo régimen como transitorio, con la dictadura del Zveno, hasta la vuelta al sistema parlamentario tradicional.
En el otoño de 1936 se restauraron la libertad de prensa y el derecho de reunión política, pero los partidos políticos siguieron estando prohibidos. En las elecciones municipales de 1937, las mujeres casadas y con hijos tuvieron derecho al voto. En 1938, la Asamblea Nacional fue reabierta para las elecciones legislativas.

## Política exterior

### Aproximación a la Alemania nazi
De acuerdo con el Tratado de Neuilly-sur-Seine, el ejército búlgaro no podría tener características ofensivas, cláusula que el gobierno solicitó revisar en muchas ocasiones. En 1935 surgió la oportunidad cuando Turquía, para defender sus derechos territoriales, fortaleció militarmente la Tracia occidental. El equilibrio de fuerzas en la región se rompió y Bulgaria reclamó el derecho de defenderse ante eventuales ataques, un pretexto que había sido aceptado para las grandes potencias. A pesar de buscar el apoyo francés e inglés para renovar su arsenal bélico, solo el Reich alemán respondió favorablemente a los búlgaros. Boris aceptó la oferta, pero evitó firmar un tratado de ayuda militar con Alemania.
Comercialmente, Bulgaria se volvió casi dependiente de la Alemania nazi. Esta última, que buscaba una alianza con algún país que pudiera cubrir su necesidad de alimentos, vio en Bulgaria una especie de despensa e importaba cerca del 70 % todas las exportaciones búlgaras. A pesar de la creciente prosperidad proveniente de esa relación comercial, Boris temía someterse a la hegemonía alemana y se volvió hacia las democracias occidentales.

### Zar diplomático
Desde 1935, Boris y Gueorgui Kioseivanov se esforzaron en establecer buenas relaciones con las democracias occidentales. El zar fue en diversas ocasiones a Francia y a Inglaterra intentando en vano cerrar contratos comerciales. Durante uno de esos viajes a Inglaterra, en agosto de 1938, se ofreció como mediador entre el primer ministro Neville Chamberlain y Adolf Hitler sobre la Crisis de los Sudetes. Acto seguido, Boris fue a Alemania, donde tuvo un encuentro secreto con el Führer. Tras esta entrevista, le escribió a Chamberlain y le aconsejó mantener contacto directo con Hitler y cederle la región de los Sudetes.
Boris no era un hombre fácilmente manipulable. En 1935, cuando la Sociedad de Naciones le impuso sanciones económicas a Italia tras la invasión italiana a Etiopía, no dudó en apoyar públicamente esta decisión. Mussolini le recordó los lazos familiares que lo unían a la dinastía italiana, a lo que Boris respondió: «No hago política sirviéndome de mis sentimientos hacia mis suegros».
Las relaciones entre los países balcánicos eran ya bastante tensas. Bulgaria siempre se había negado a adherirse a la «Entente Balcánica», un pacto que aparentemente había sido creado para sofocar el irredentismo búlgaro, pues se hubiera visto obligado a aceptar un statu quo que le forzaba a renunciar de facto a las reivindicaciones territoriales sobre sus vecinos. Su rechazo alimentaba la desconfianza de los países firmantes, Rumanía, Yugoslavia, Turquía y Grecia. Paradójicamente, el 24 de enero de 1937 se firmó un pacto de amistad entre Bulgaria y Yugoslavia.
Aunque era un pacifista, Boris III creía que el irredentismo búlgaro podría ser resuelto por la vía diplomática. Esta vía sería claramente favorecida por Adolf Hitler en la Segunda Guerra Mundial.

### «Neutralidad»
En los primeros momentos de la Segunda Guerra Mundial, la opinión pública búlgara se dividió entre el apoyo a Alemania —que prometía restituir los territorios perdidos en las guerras anteriores— y una simpatía por los opositores al Eje. Al respecto, Boris declaró en 1940: «Mis generales son germanófilos, mis diplomáticos anglófilos, la reina es italófila y mi pueblo rusófilo. Yo soy el único neutral en Bulgaria».
En febrero de 1940, el éxito de Adolf Hitler forzó a Boris a sustituir a su primer ministro proocidental por Bogdan Filov, un germanófilo reconocido. El 22 de julio de 1940, tras una visita a Hitler, Filov anunció al zar la intención rumana de ceder Dobruya. Efectivamente, los Acuerdos de Craiova del 7 de septiembre de 1940 ratificaron la devolución de Dobruya meridional a Bulgaria. Boris, por su parte, envió agradecimientos a Hitler y a Mussolini, aunque también a la Unión Soviética y al Reino Unido.
En octubre de 1940, Mussolini invitó a Boris a participar con él en la invasión de Grecia, lo que permitiría a Bulgaria recuperar el acceso al mar Egeo, pero la invitación fue rechazada. De la misma manera, a pesar de la presión que Hitler ejercía sobre el zar, no consiguió que se uniera al Pacto Tripartito del 17 de noviembre de 1940. Boris buscaba por todos los medios mantenerse neutral, por lo que la invitación del Führer fue respondida con un «aún no». Esta actitud hizo que Goebbels lo denominara «sujeto astuto y disimulado».
Preocupada con la visita a Hitler, el 19 de noviembre la Unión Soviética propuso a Boris un pacto bilateral, pero este también lo rechazó. Alarmados con la noticia, los nazis reiteraron su propuesta el 21 de noviembre, seguida de otra de la Unión Soviética el 25 de ese mismo mes; intentando ganar tiempo, Boris rehusó amablemente ambas ofertas.

### El nuevo aliado de Alemania

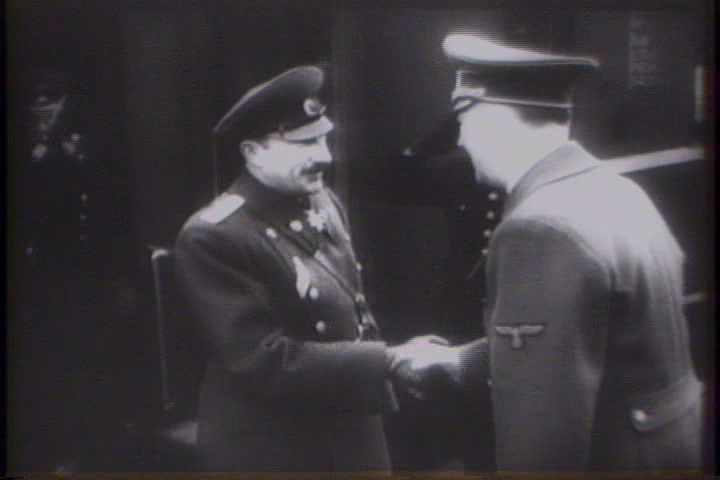
Boris III y Adolf Hitler.

En enero de 1941, tras el fracaso italiano en Grecia, Hitler envió ayuda a Mussolini. Las tropas alemanas tenían que atravesar Rumanía y Bulgaria, por lo que Boris fue obligado a unirse al Pacto Tripartito: Bodgan Filov firmó la adhesión el 1 de marzo de 1941. Ese mismo día, el ejército alemán entró en territorio búlgaro. Sin embargo, Boris se negó a participar en las operaciones militares, por lo que los alemanes le propusieron en abril de ese mismo año que las tropas búlgaras ocuparan los territorios ya conquistados de Tracia y Macedonia. Para abordar el problema del irredentismo, Alemania concedió a Bulgaria la administración de gran parte de los Balcanes, lo que le valió a Boris el apodo de «El Reunificador». El 13 de diciembre de 1941 Bulgaria declaró simbólicamente la guerra a Inglaterra y a los Estados Unidos, con los cuales —debido a la lejanía geográfica— el riesgo de confrontación militar era poco probable.

### Los judíos búlgaros
El 29 de diciembre de 1940, el gobierno creó el «Brannik», organización juvenil inspirada en las Juventudes Hitlerianas. Cuatro días antes, la Asamblea Nacional había aprobado la «Ley de Protección de la Nación», la primera medida antisemita, que afectaba a cerca de cincuenta mil judíos. A pesar de la rápida reacción popular contraria a la aprobación de la ley, esta entró en vigor el 13 de enero de 1941.
Atendiendo una exigencia de Hitler, que exigía la resolución de la «cuestión judía» en territorio búlgaro, el 26 de agosto de 1942 se creó una comisión de asuntos judíos, responsable en su inicio de aplicar restricciones a la población hebrea: toque de queda obligatorio, arresto domiciliario, racionamiento de alimentos y uso de la estrella amarilla en la ropa. Posteriormente, la comisión empezó a organizar la deportación de judíos hacia los campos de concentración. Para asegurarse que las medidas fueran puestas en práctica, Hitler envió a Bulgaria a un especialista: Theodor Dannecker, oficial de las SS.
Tras la deportación de 11 363 judíos que vivían en los territorios ocupados de Tracia y Macedonia, llegó el turno de los que vivían en Bulgaria. La población, indignada, protestó enérgicamente; muchas personalidades se movilizaron contra estas medidas, entre ellas Dimitar Pešev, vicepresidente del Parlamento, y Esteban I, exarca metropolitano de Sofía, que simbolizaban este movimiento y convencieron a Boris de negarse.
Los judíos con ciudadanía búlgara estaban relativamente a salvo de la deportación a territorio ocupado por los alemanes. Sin embargo, todos los hombres judíos búlgaros de entre 20 y 40 años de edad fueron reclutados para trabajos forzados después de 1941, y en mayo de 1943 el gobierno del país anunció la expulsión de 20.000 judíos de Sofía hacia las provincias (en 1934, Sofía tenía aproximadamente 26 000 habitantes judíos, quienes representaban el 9 por ciento de la población total de la capital). La policía reprimió brutalmente las protestas organizadas por búlgaros judíos y no judíos. Al cabo de unas dos semanas, habían expulsado por la fuerza a casi 20.000 judíos.
En mayo de 1943, el Gobierno planeó un segundo intento de deportación. La población se opuso nuevamente y se organizó un gran acto que reunió a cerca de diez mil personas ante el palacio del zar. Boris, en línea con el sentimiento popular, asumió la no deportación de judíos y alegó al enfurecido Führer que «necesitaba mucho a "sus" judíos para el mantenimiento de sus caminos». Gracias a esa decisión, los judíos búlgaros pudieron escapar de los campos de concentración.

## Muerte misteriosa

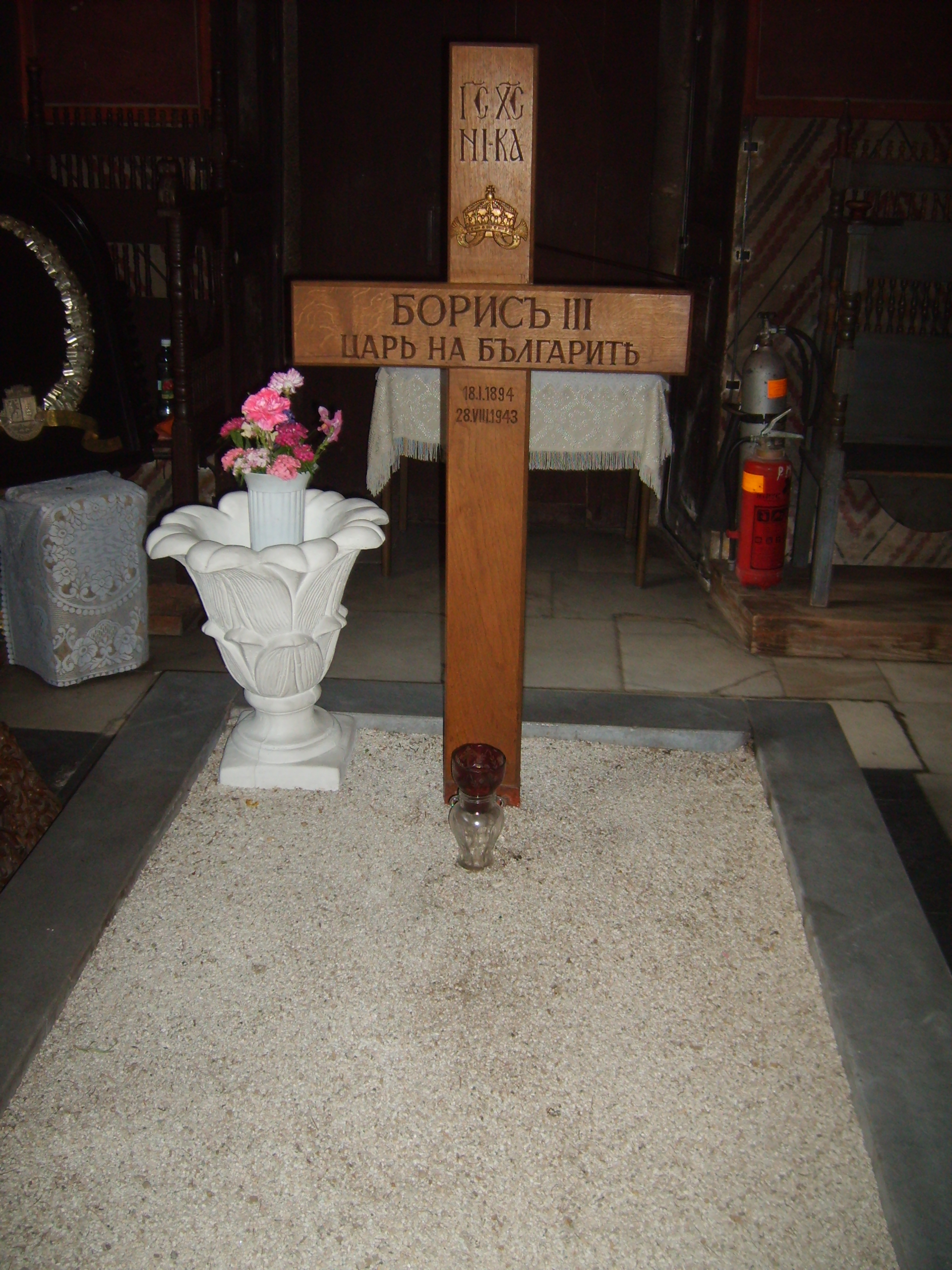
Tumba de Boris III.

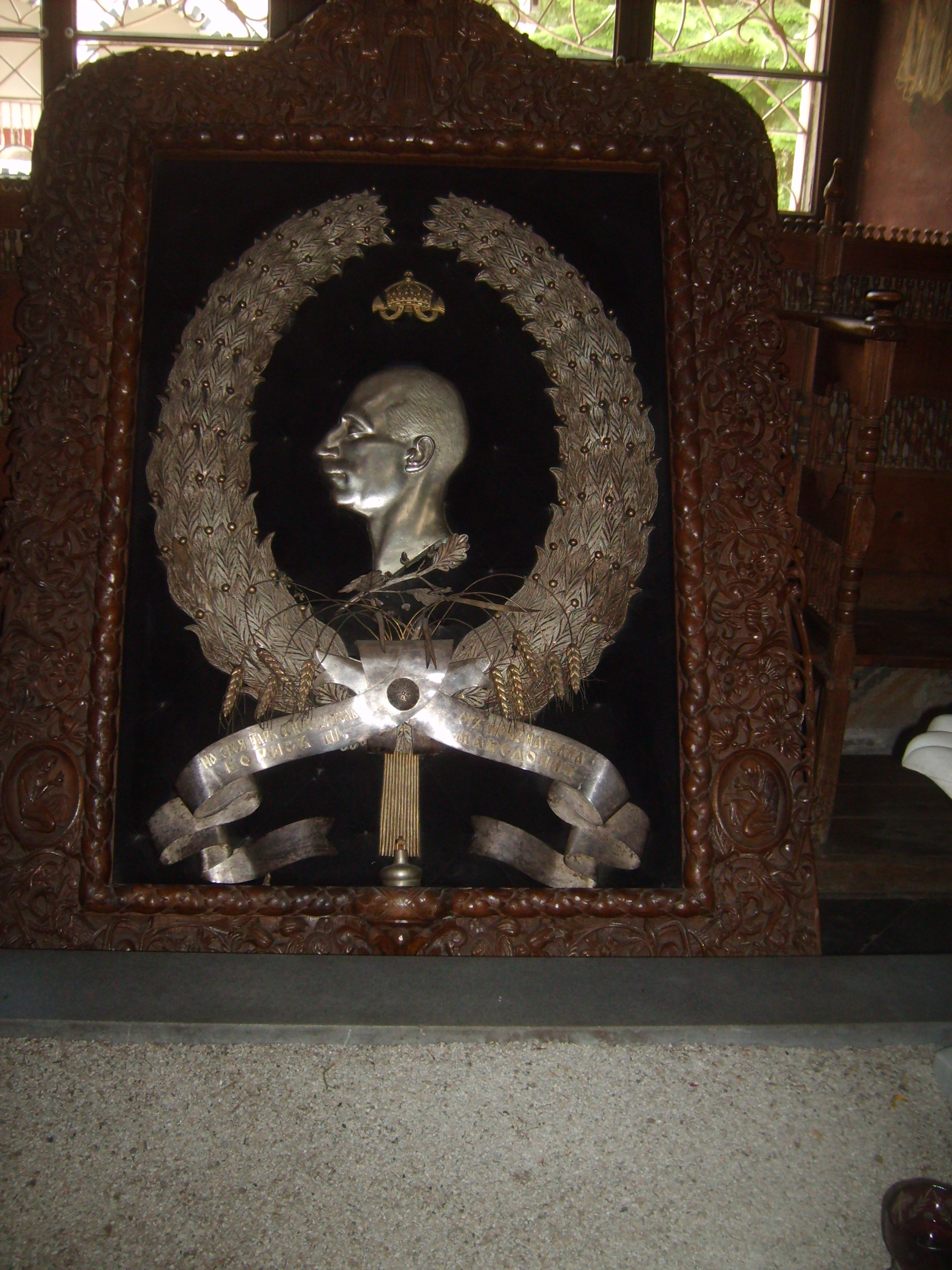
Escultura regalo de la población de Osoi, con la inscripción: «Al zar Boris III, "El Libertador", de parte de la agradecida Macedonia».

En 1943, la guerra sufrió un cambio de signo con la batalla de Stalingrado y las cosas empezaron a complicarse para Alemania. Al darse cuenta de esto, y queriendo evitar el mismo error que su padre 25 años antes, Boris inició contactos secretos con diplomáticos estadounidenses.
Al conocer estos rumores, Hitler lo convocó el 14 de agosto de 1943 al cuartel general del frente oriental, próximo a Rastembork en Prusia Oriental. La reunión fue bastante tensa: el canciller le recordó todo lo que le debía a Alemania sin que nunca se le hubiera cobrado nada. Ciertamente, desde el inicio de la guerra, Bulgaria nunca estuvo muy involucrada en el conflicto. Su ayuda se resumió al envío de un equipo médico al Frente Oriental en octubre de 1941.
Hitler ordenó a Boris que dispusiera sus tropas en un nuevo frente en el sudoeste, con la esperanza de dispersar las fuerzas soviéticas. El zar se negó a atender esta propuesta y abandonó el despacho tras 45 minutos de reunión, muy abatido. Volvió a Sofía el día siguiente en un avión alemán. Nueve días después de la reunión, el 23 de agosto, sin que presentara síntomas de ninguna enfermedad, Boris empezó a padecer vómitos violentos. Cinco días después, el 28 de agosto de 1943, a los 49 años de edad, murió el penúltimo zar de Bulgaria.
Esta «oportuna» muerte es aún muy controvertida. Algunos acusaron rápidamente a Hitler de haber envenenado al terco monarca con la expectativa de la llegada al poder de un gobierno más de acuerdo con sus puntos de vista. El asunto nunca se resolvió y muchos aún creen que Boris fue asesinado, aunque no haya pruebas de ello. Según el diario del coronel alemán von Schoenebeck, residente en aquella época en Sofía, los dos médicos alemanes que atendieron al zar —Sajitz y Hans Eppinger— creyeron que el rey había muerto por la acción del mismo veneno que Eppinger había encontrado dos años antes en el examen post mortem del primer ministro griego Ioannis Metaxás, un veneno lento que tarda semanas en hacer efecto y provoca la aparición de manchas en la piel de la víctima antes de la muerte.
Durante el proceso al que fue sometido por los comunistas en 1945 por colaboracionismo y traición, su hermano, el príncipe Kyril, declaró que Boris había sido envenenado durante el vuelo de vuelta a Bulgaria el 14 de agosto. El piloto había volado a una altitud muy elevada y habría forzado al zar a inhalar un veneno contenido en la máscara de oxígeno.
Sin embargo, el informe de la autopsia que se divulgó en la época indicó que Boris III sufrió una trombosis en la arteria coronaria izquierda, neumonía bilateral, edema pulmonar y edema cerebral, y que murió de un ataque cardiaco debido al estrés que venía sufriendo.

## Bulgaria tras su muerte

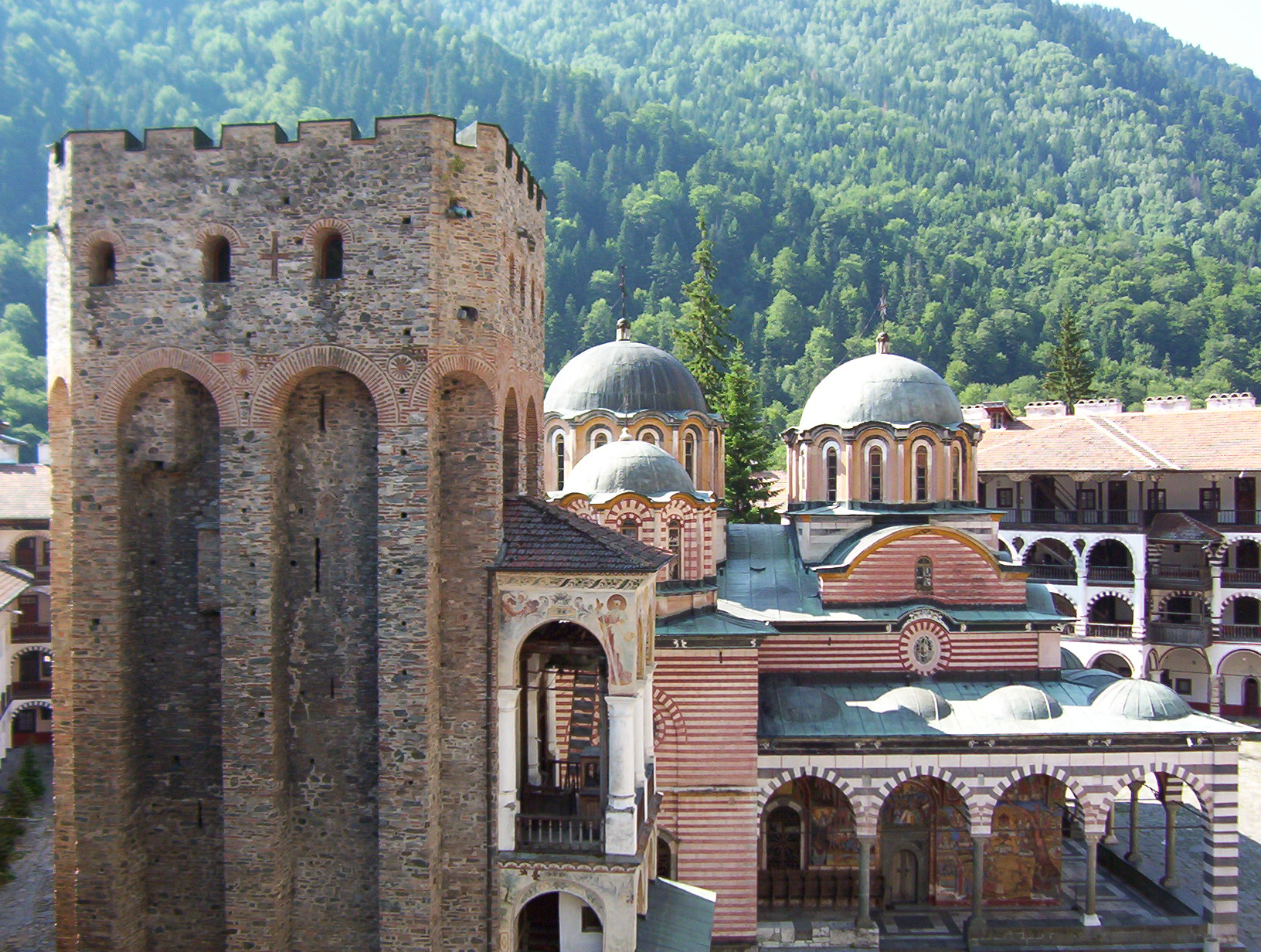
Monasterio de Rila, donde el zar fue enterrado.

La súbita desaparición del zar llevó al trono a su hijo de seis años, Simeón. Se creó un consejo de regencia compuesto por su tío, el príncipe Kyril, el primer ministro Bogdan Filov —apodado el «vicezar»— y el ministro de Guerra, Nikola Mihov. También se invitó a formar parte del consejo de regencia al representante metropolitano de la Iglesia ortodoxa búlgara, Filaret Lovchansky, pero este rechazó la invitación.
En este periodo, los Aliados pasaron a la ofensiva. El Gobierno intentó mantenerse neutral en el conflicto, pero ya era demasiado tarde: el 5 de septiembre de 1944, la Unión Soviética declaró la guerra a Bulgaria. Al día siguiente, una revuelta llevó al poder al Frente Patriótico, una coalición dominada por los comunistas y por la «Zveno». El nuevo Gobierno, presidido por el ex primer ministro republicano Kimon Georgiev, promovió violentas purgas, durante las cuales cerca de dieciséis mil personas fueron ejecutadas sin juicio previo. En octubre de 1944 comenzó una serie de procesos que condenaron a 2730 personas a muerte; entre estas se encontraban diversos representantes del antiguo régimen, como los tres regentes, 22 exministros, 67 diputados, ocho consejeros del zar y 47 oficiales superiores.
Tras el final de la purga, el Gobierno empezó a ocuparse de la familia real. El 24 de abril de 1946, las autoridades la obligaron a exhumar el cuerpo de Boris III, que fue más tarde sepultado en un lugar secreto. Posteriormente, en septiembre de 1946, un plebiscito puso fin al régimen monárquico y la familia real se vio obligada a exiliarse, en un primer momento en Egipto y posteriormente en España.
Tras la caída del comunismo, se descubrió una vasija de cristal con el corazón del zar en el instituto de medicina del Ministerio del Interior, extraído durante el embalsamamiento del monarca. En agosto de 1993, para conmemorar el 50 aniversario de su muerte, su viuda Juana lo depositó de vuelta en el monasterio de Rila, aunque el cuerpo sigue en paradero desconocido.

## Títulos y tratamientos
| ● 30 de enero de 1894-3 de octubre de 1918:  | Su alteza real el príncipe de Tarnovo |
| ● 3 de octubre de 1918-28 de agosto de 1943: | Su majestad el rey de los búlgaros    |

## Honores

### Nacionales
- Bulgaria: Soberano Caballero Gran Cruz con Collar de la Orden de los Santos Cirilo y Metodio[94][95]
- Bulgaria: Soberano Caballero Gran Cruz con Collar de la Orden de San Alejandro[96]
- Bulgaria: Soberano Caballero Gran Cruz de la Orden de la Valentía[97]
- Bulgaria: Soberano Caballero Gran Cruz de la Orden del Mérito Militar[98]
- Bulgaria: Soberano Caballero Gran Cruz de la Orden del Mérito Civil

### Extranjeros
- Bélgica: Caballero Gran Cordón de la Orden de Leopoldo[99]
- Tercera República Francesa: Gran Cruz de la Legión de Honor[99]
- Alemania:
  -  Alemania nazi: Orden del Águila Alemana (Clase Gran Cruz en Oro con Estrella)[100]
  -  Familia Imperial Alemana:
    - Caballero de la Orden del Águila Negra[101]
    - Caballero Gran Cruz de la Orden del Águila Roja[99]
    - Pour le Mérite (militar), 26 de octubre 1916[102]
    -  Familia Real Bávara: Caballero con Collar de la Orden de San Huberto[99]
    -    Familias Ducales Ernestinas: Caballero Gran Cruz de la Orden de la Casa Ernestina de Sajonia, 1908[103]
- Hungría:
  -  Familia Real Húngara: Caballero Gran Cruz de la Orden de San Esteban de Hungría, 1912[104]
  -  Regencia de Hungría: Caballero Gran Cruz con la Santa Corona y Collar de la Orden del Mérito, 22 de junio de 1939[105]
- Familia Real Italiana: Caballero con Collar de la Suprema Orden de la Santísima Anunciación, 2 de febrero de 1911[106]
  -  Familia Ducal de Parma: Caballero Gran Cruz de la Sagrada Orden Militar Constantiniana de San Jorge[107]
- Familia Real Montenegrina: Caballero Gran Cruz de la Orden del Príncipe Danilo I, 1910[108]
- Polonia: Caballero de la Orden del Águila Blanca[99]
- Familia Real Rumana: Caballero Gran Cruz con Collar de la Orden de Carol I[109]
- Familia Imperial Rusa:
  - Caballero con Collar de la Orden de San Andrés, 1907
  - Caballero 1ª Clase de la Orden de Santa Ana[99]
  -  Familia Real Georgiana: Caballero Gran Cruz de la Orden del Águila de Georgia[110]
- Reino Unido: Caballero Gran Cruz Honorario de la Real Orden Victoriana[99]
- Familia Real Yugoslava: Caballero Gran Cruz de la Orden de la Estrella de Karađorđe[111][112]

## Familia

### Ancestros
| \| \| \| \| \| \| \| \| \| \| \| \| \| \| \| \| \| \| \| \| 16. Francisco de Sajonia-Coburgo-Saalfeld \| \| \| \| \| \| \| \| \| \| \| \| \| \| \| \| \| \| \| \| \| \| \| \| \| \| \| \| \| \| \| \| \| \| \| \| \| \| \| \| \| \| \| \| \| \| \| \| \| \| \| \| \| \| 8. Fernando de Sajonia-Coburgo-Gotha \| \| \| \| \| \| \| \| \| \| \| \| \| \| \| \| \| \| \| \| \| \| \| \| \| \| \| \| \| \| \| \| \| \| \| \| \| \| \| \| \| \| \| \| \| \| \| \| \| \| \| \| \| \| 17. Augusta de Reuss-Ebersdorf \| \| \| \| \| \| \| \| \| \| \| \| \| \| \| \| \| \| \| \| \| \| \| \| \| \| \| \| \| \| \| \| \| \| \| \| \| \| \| \| \| \| \| \| \| \| \| \| \| \| \| \| \| \| 4. Augusto de Sajonia-Coburgo-Gotha \| \| \| \| \| \| \| \| \| \| \| \| \| \| \| \| \| \| \| \| \| \| \| \| \| \| \| \| \| \| \| \| \| \| \| \| \| \| \| \| \| \| \| \| \| \| \| \| \| \| \| \| \| \| 18. Francisco José I Kohary de Čabrad y Szitnya \| \| \| \| \| \| \| \| \| \| \| \| \| \| \| \| \| \| \| \| \| \| \| \| \| \| \| \| \| \| \| \| \| \| \| \| \| \| \| \| \| \| \| \| \| \| \| \| \| \| \| \| \| \| 9. María Antonia de Kohary \| \| \| \| \| \| \| \| \| \| \| \| \| \| \| \| \| \| \| \| \| \| \| \| \| \| \| \| \| \| \| \| \| \| \| \| \| \| \| \| \| \| \| \| \| \| \| \| \| \| \| \| \| \| 19. María Antonia de Waldstein-Wartenberg \| \| \| \| \| \| \| \| \| \| \| \| \| \| \| \| \| \| \| \| \| \| \| \| \| \| \| \| \| \| \| \| \| \| \| \| \| \| \| \| \| \| \| \| \| \| \| \| \| \| \| \| \| \| 2. Fernando I de Bulgaria \| \| \| \| \| \| \| \| \| \| \| \| \| \| \| \| \| \| \| \| \| \| \| \| \| \| \| \| \| \| \| \| \| \| \| \| \| \| \| \| \| \| \| \| \| \| \| \| \| \| \| \| \| \| 20. Luis Felipe II de Orleans \| \| \| \| \| \| \| \| \| \| \| \| \| \| \| \| \| \| \| \| \| \| \| \| \| \| \| \| \| \| \| \| \| \| \| \| \| \| \| \| \| \| \| \| \| \| \| \| \| \| \| \| \| \| 10. Luis Felipe I de Francia \| \| \| \| \| \| \| \| \| \| \| \| \| \| \| \| \| \| \| \| \| \| \| \| \| \| \| \| \| \| \| \| \| \| \| \| \| \| \| \| \| \| \| \| \| \| \| \| \| \| \| \| \| \| 21. Luisa María Adelaida de Borbón \| \| \| \| \| \| \| \| \| \| \| \| \| \| \| \| \| \| \| \| \| \| \| \| \| \| \| \| \| \| \| \| \| \| \| \| \| \| \| \| \| \| \| \| \| \| \| \| \| \| \| \| \| \| 5. Clementina de Orleans \| \| \| \| \| \| \| \| \| \| \| \| \| \| \| \| \| \| \| \| \| \| \| \| \| \| \| \| \| \| \| \| \| \| \| \| \| \| \| \| \| \| \| \| \| \| \| \| \| \| \| \| \| \| 22. Fernando I de las Dos Sicilias \| \| \| \| \| \| \| \| \| \| \| \| \| \| \| \| \| \| \| \| \| \| \| \| \| \| \| \| \| \| \| \| \| \| \| \| \| \| \| \| \| \| \| \| \| \| \| \| \| \| \| \| \| \| 11. María Amalia de Borbón-Dos Sicilias \| \| \| \| \| \| \| \| \| \| \| \| \| \| \| \| \| \| \| \| \| \| \| \| \| \| \| \| \| \| \| \| \| \| \| \| \| \| \| \| \| \| \| \| \| \| \| \| \| \| \| \| \| \| 23. María Carolina de Austria \| \| \| \| \| \| \| \| \| \| \| \| \| \| \| \| \| \| \| \| \| \| \| \| \| \| \| \| \| \| \| \| \| \| \| \| \| \| \| \| \| \| \| \| \| \| \| \| \| \| \| \| \| \| 1. Boris III \| \| \| \| \| \| \| \| \| \| \| \| \| \| \| \| \| \| \| \| \| \| \| \| \| \| \| \| \| \| \| \| \| \| \| \| \| \| \| \| \| \| \| \| \| \| \| \| \| \| \| \| \| \| 24. Carlos II de Parma \| \| \| \| \| \| \| \| \| \| \| \| \| \| \| \| \| \| \| \| \| \| \| \| \| \| \| \| \| \| \| \| \| \| \| \| \| \| \| \| \| \| \| \| \| \| \| \| \| \| \| \| \| \| 12. Carlos III de Parma \| \| \| \| \| \| \| \| \| \| \| \| \| \| \| \| \| \| \| \| \| \| \| \| \| \| \| \| \| \| \| \| \| \| \| \| \| \| \| \| \| \| \| \| \| \| \| \| \| \| \| \| \| \| 25. María Teresa de Saboya \| \| \| \| \| \| \| \| \| \| \| \| \| \| \| \| \| \| \| \| \| \| \| \| \| \| \| \| \| \| \| \| \| \| \| \| \| \| \| \| \| \| \| \| \| \| \| \| \| \| \| \| \| \| 6. Roberto I de Parma \| \| \| \| \| \| \| \| \| \| \| \| \| \| \| \| \| \| \| \| \| \| \| \| \| \| \| \| \| \| \| \| \| \| \| \| \| \| \| \| \| \| \| \| \| \| \| \| \| \| \| \| \| \| 26. Carlos Fernando de Francia \| \| \| \| \| \| \| \| \| \| \| \| \| \| \| \| \| \| \| \| \| \| \| \| \| \| \| \| \| \| \| \| \| \| \| \| \| \| \| \| \| \| \| \| \| \| \| \| \| \| \| \| \| \| 13. Luisa de Francia \| \| \| \| \| \| \| \| \| \| \| \| \| \| \| \| \| \| \| \| \| \| \| \| \| \| \| \| \| \| \| \| \| \| \| \| \| \| \| \| \| \| \| \| \| \| \| \| \| \| \| \| \| \| 27. María Carolina de Borbón-Dos Sicilias \| \| \| \| \| \| \| \| \| \| \| \| \| \| \| \| \| \| \| \| \| \| \| \| \| \| \| \| \| \| \| \| \| \| \| \| \| \| \| \| \| \| \| \| \| \| \| \| \| \| \| \| \| \| 3. María Luisa de Borbón-Parma \| \| \| \| \| \| \| \| \| \| \| \| \| \| \| \| \| \| \| \| \| \| \| \| \| \| \| \| \| \| \| \| \| \| \| \| \| \| \| \| \| \| \| \| \| \| \| \| \| \| \| \| \| \| 28. Francisco I de las Dos Sicilias \| \| \| \| \| \| \| \| \| \| \| \| \| \| \| \| \| \| \| \| \| \| \| \| \| \| \| \| \| \| \| \| \| \| \| \| \| \| \| \| \| \| \| \| \| \| \| \| \| \| \| \| \| \| 14. Fernando II de las Dos Sicilias \| \| \| \| \| \| \| \| \| \| \| \| \| \| \| \| \| \| \| \| \| \| \| \| \| \| \| \| \| \| \| \| \| \| \| \| \| \| \| \| \| \| \| \| \| \| \| \| \| \| \| \| \| \| 29. María Isabel de Borbón \| \| \| \| \| \| \| \| \| \| \| \| \| \| \| \| \| \| \| \| \| \| \| \| \| \| \| \| \| \| \| \| \| \| \| \| \| \| \| \| \| \| \| \| \| \| \| \| \| \| \| \| \| \| 7. María Pía de las Dos Sicilias \| \| \| \| \| \| \| \| \| \| \| \| \| \| \| \| \| \| \| \| \| \| \| \| \| \| \| \| \| \| \| \| \| \| \| \| \| \| \| \| \| \| \| \| \| \| \| \| \| \| \| \| \| \| 30. Carlos de Austria-Teschen \| \| \| \| \| \| \| \| \| \| \| \| \| \| \| \| \| \| \| \| \| \| \| \| \| \| \| \| \| \| \| \| \| \| \| \| \| \| \| \| \| \| \| \| \| \| \| \| \| \| \| \| \| \| 15. María Teresa de Austria-Teschen \| \| \| \| \| \| \| \| \| \| \| \| \| \| \| \| \| \| \| \| \| \| \| \| \| \| \| \| \| \| \| \| \| \| \| \| \| \| \| \| \| \| \| \| \| \| \| \| \| \| \| \| \| \| 31. Enriqueta de Nassau-Weilburg \| \| \| \| \| \| \| \| \| \| \| \| \| \| \| \| \| \| \| \| \| \| \| \| \| \| \| \| \| \| \| \| \| \| \| \| \| \| \| \| \| \| \| \| \| \| \| \| \| \| \| \| |                                                 |  |  |  |  |  |  |  |  |  |  |  |  |  |  |  |
| |                                                 |  |  |  |  |  |  |  |  |  |  |  |  |  |  |  |
| | 16. Francisco de Sajonia-Coburgo-Saalfeld       |  |  |  |  |  |  |  |  |  |  |  |  |  |  |  |
| |                                                 |  |  |  |  |  |  |  |  |  |  |  |  |  |  |  |
| |                                                 |  |  |  |  |  |  |  |  |  |  |  |  |  |  |  |
| | 8. Fernando de Sajonia-Coburgo-Gotha            |  |  |  |  |  |  |  |  |  |  |  |  |  |  |  |
| |                                                 |  |  |  |  |  |  |  |  |  |  |  |  |  |  |  |
| |                                                 |  |  |  |  |  |  |  |  |  |  |  |  |  |  |  |
| | 17. Augusta de Reuss-Ebersdorf                  |  |  |  |  |  |  |  |  |  |  |  |  |  |  |  |
| |                                                 |  |  |  |  |  |  |  |  |  |  |  |  |  |  |  |
| |                                                 |  |  |  |  |  |  |  |  |  |  |  |  |  |  |  |
| | 4. Augusto de Sajonia-Coburgo-Gotha             |  |  |  |  |  |  |  |  |  |  |  |  |  |  |  |
| |                                                 |  |  |  |  |  |  |  |  |  |  |  |  |  |  |  |
| |                                                 |  |  |  |  |  |  |  |  |  |  |  |  |  |  |  |
| | 18. Francisco José I Kohary de Čabrad y Szitnya |  |  |  |  |  |  |  |  |  |  |  |  |  |  |  |
| |                                                 |  |  |  |  |  |  |  |  |  |  |  |  |  |  |  |
| |                                                 |  |  |  |  |  |  |  |  |  |  |  |  |  |  |  |
| | 9. María Antonia de Kohary                      |  |  |  |  |  |  |  |  |  |  |  |  |  |  |  |
| |                                                 |  |  |  |  |  |  |  |  |  |  |  |  |  |  |  |
| |                                                 |  |  |  |  |  |  |  |  |  |  |  |  |  |  |  |
| | 19. María Antonia de Waldstein-Wartenberg       |  |  |  |  |  |  |  |  |  |  |  |  |  |  |  |
| |                                                 |  |  |  |  |  |  |  |  |  |  |  |  |  |  |  |
| |                                                 |  |  |  |  |  |  |  |  |  |  |  |  |  |  |  |
| | 2. Fernando I de Bulgaria                       |  |  |  |  |  |  |  |  |  |  |  |  |  |  |  |
| |                                                 |  |  |  |  |  |  |  |  |  |  |  |  |  |  |  |
| |                                                 |  |  |  |  |  |  |  |  |  |  |  |  |  |  |  |
| | 20. Luis Felipe II de Orleans                   |  |  |  |  |  |  |  |  |  |  |  |  |  |  |  |
| |                                                 |  |  |  |  |  |  |  |  |  |  |  |  |  |  |  |
| |                                                 |  |  |  |  |  |  |  |  |  |  |  |  |  |  |  |
| | 10. Luis Felipe I de Francia                    |  |  |  |  |  |  |  |  |  |  |  |  |  |  |  |
| |                                                 |  |  |  |  |  |  |  |  |  |  |  |  |  |  |  |
| |                                                 |  |  |  |  |  |  |  |  |  |  |  |  |  |  |  |
| | 21. Luisa María Adelaida de Borbón              |  |  |  |  |  |  |  |  |  |  |  |  |  |  |  |
| |                                                 |  |  |  |  |  |  |  |  |  |  |  |  |  |  |  |
| |                                                 |  |  |  |  |  |  |  |  |  |  |  |  |  |  |  |
| | 5. Clementina de Orleans                        |  |  |  |  |  |  |  |  |  |  |  |  |  |  |  |
| |                                                 |  |  |  |  |  |  |  |  |  |  |  |  |  |  |  |
| |                                                 |  |  |  |  |  |  |  |  |  |  |  |  |  |  |  |
| | 22. Fernando I de las Dos Sicilias              |  |  |  |  |  |  |  |  |  |  |  |  |  |  |  |
| |                                                 |  |  |  |  |  |  |  |  |  |  |  |  |  |  |  |
| |                                                 |  |  |  |  |  |  |  |  |  |  |  |  |  |  |  |
| | 11. María Amalia de Borbón-Dos Sicilias         |  |  |  |  |  |  |  |  |  |  |  |  |  |  |  |
| |                                                 |  |  |  |  |  |  |  |  |  |  |  |  |  |  |  |
| |                                                 |  |  |  |  |  |  |  |  |  |  |  |  |  |  |  |
| | 23. María Carolina de Austria                   |  |  |  |  |  |  |  |  |  |  |  |  |  |  |  |
| |                                                 |  |  |  |  |  |  |  |  |  |  |  |  |  |  |  |
| |                                                 |  |  |  |  |  |  |  |  |  |  |  |  |  |  |  |
| | 1. Boris III                                    |  |  |  |  |  |  |  |  |  |  |  |  |  |  |  |
| |                                                 |  |  |  |  |  |  |  |  |  |  |  |  |  |  |  |
| |                                                 |  |  |  |  |  |  |  |  |  |  |  |  |  |  |  |
| | 24. Carlos II de Parma                          |  |  |  |  |  |  |  |  |  |  |  |  |  |  |  |
| |                                                 |  |  |  |  |  |  |  |  |  |  |  |  |  |  |  |
| |                                                 |  |  |  |  |  |  |  |  |  |  |  |  |  |  |  |
| | 12. Carlos III de Parma                         |  |  |  |  |  |  |  |  |  |  |  |  |  |  |  |
| |                                                 |  |  |  |  |  |  |  |  |  |  |  |  |  |  |  |
| |                                                 |  |  |  |  |  |  |  |  |  |  |  |  |  |  |  |
| | 25. María Teresa de Saboya                      |  |  |  |  |  |  |  |  |  |  |  |  |  |  |  |
| |                                                 |  |  |  |  |  |  |  |  |  |  |  |  |  |  |  |
| |                                                 |  |  |  |  |  |  |  |  |  |  |  |  |  |  |  |
| | 6. Roberto I de Parma                           |  |  |  |  |  |  |  |  |  |  |  |  |  |  |  |
| |                                                 |  |  |  |  |  |  |  |  |  |  |  |  |  |  |  |
| |                                                 |  |  |  |  |  |  |  |  |  |  |  |  |  |  |  |
| | 26. Carlos Fernando de Francia                  |  |  |  |  |  |  |  |  |  |  |  |  |  |  |  |
| |                                                 |  |  |  |  |  |  |  |  |  |  |  |  |  |  |  |
| |                                                 |  |  |  |  |  |  |  |  |  |  |  |  |  |  |  |
| | 13. Luisa de Francia                            |  |  |  |  |  |  |  |  |  |  |  |  |  |  |  |
| |                                                 |  |  |  |  |  |  |  |  |  |  |  |  |  |  |  |
| |                                                 |  |  |  |  |  |  |  |  |  |  |  |  |  |  |  |
| | 27. María Carolina de Borbón-Dos Sicilias       |  |  |  |  |  |  |  |  |  |  |  |  |  |  |  |
| |                                                 |  |  |  |  |  |  |  |  |  |  |  |  |  |  |  |
| |                                                 |  |  |  |  |  |  |  |  |  |  |  |  |  |  |  |
| | 3. María Luisa de Borbón-Parma                  |  |  |  |  |  |  |  |  |  |  |  |  |  |  |  |
| |                                                 |  |  |  |  |  |  |  |  |  |  |  |  |  |  |  |
| |                                                 |  |  |  |  |  |  |  |  |  |  |  |  |  |  |  |
| | 28. Francisco I de las Dos Sicilias             |  |  |  |  |  |  |  |  |  |  |  |  |  |  |  |
| |                                                 |  |  |  |  |  |  |  |  |  |  |  |  |  |  |  |
| |                                                 |  |  |  |  |  |  |  |  |  |  |  |  |  |  |  |
| | 14. Fernando II de las Dos Sicilias             |  |  |  |  |  |  |  |  |  |  |  |  |  |  |  |
| |                                                 |  |  |  |  |  |  |  |  |  |  |  |  |  |  |  |
| |                                                 |  |  |  |  |  |  |  |  |  |  |  |  |  |  |  |
| | 29. María Isabel de Borbón                      |  |  |  |  |  |  |  |  |  |  |  |  |  |  |  |
| |                                                 |  |  |  |  |  |  |  |  |  |  |  |  |  |  |  |
| |                                                 |  |  |  |  |  |  |  |  |  |  |  |  |  |  |  |
| | 7. María Pía de las Dos Sicilias                |  |  |  |  |  |  |  |  |  |  |  |  |  |  |  |
| |                                                 |  |  |  |  |  |  |  |  |  |  |  |  |  |  |  |
| |                                                 |  |  |  |  |  |  |  |  |  |  |  |  |  |  |  |
| | 30. Carlos de Austria-Teschen                   |  |  |  |  |  |  |  |  |  |  |  |  |  |  |  |
| |                                                 |  |  |  |  |  |  |  |  |  |  |  |  |  |  |  |
| |                                                 |  |  |  |  |  |  |  |  |  |  |  |  |  |  |  |
| | 15. María Teresa de Austria-Teschen             |  |  |  |  |  |  |  |  |  |  |  |  |  |  |  |
| |                                                 |  |  |  |  |  |  |  |  |  |  |  |  |  |  |  |
| |                                                 |  |  |  |  |  |  |  |  |  |  |  |  |  |  |  |
| | 31. Enriqueta de Nassau-Weilburg                |  |  |  |  |  |  |  |  |  |  |  |  |  |  |  |
| |                                                 |  |  |  |  |  |  |  |  |  |  |  |  |  |  |  |
| |                                                 |  |  |  |  |  |  |  |  |  |  |  |  |  |  |  |

### Descendencia
| Nombre      | Nacimiento          | Notas |
| ----------- | ------------------- | --- |
| María Luisa | 13 de enero de 1933 | Casada en primeras nupcias con el príncipe Carlos de Leiningen y, en segundas nupcias, con Bronisław Chrobok. De ambas uniones tuvo descendencia. |
| Simeón II   | 16 de junio de 1937 | Casado con Margarita Gómez-Acebo y Cejuela, con descendencia.                                                                                     |

| Predecesor: Fernando I de Bulgaria | Zar de Bulgaria 3 de octubre de 1918-28 de agosto de 1943 | Sucesor: Simeón II |